# Order Zasługi Adolfa Nassauskiego
Order Zasługi Cywilnej i Wojskowej Adolfa Nassauskiego (fr. Ordre de Mérite civil et militaire d’Adolphe de Nassau, początkowo niem. Herzoglich Nassauischer Militär- und Civil-Verdienst-Orden Adolphs von Nassau) – pierwotnie niemieckie, obecnie luksemburskie odznaczenie za zasługi cywilne i wojskowe, ustanowione w 1858 roku i pozostające do wyłącznej dyspozycji monarchy jako order domowy.

## Historia

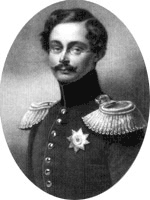
Adolf Luksemburski, książę Nassau, ok. 1840

Pozbawiony w 1866 swego tronu przez Prusy panujący książę Nassau i następca tronu w Luksemburgu Adolf ustanowił swój Order Zasługi 8 maja 1858 roku i nadawał go do chwili aneksji swego państewka przez Prusy, po czym order został zawieszony aż do chwili objęcia przez Adolfa von Nassau tronu luksemburskiego (1890). Odnowiony w tym roku order otrzymał dwie kategorie, cywilną i wojskową, oraz pięć klas według znanego schematu Orderu Legii Honorowej.
Od 1927 do dzisiaj dzieli się na pięć klas:
- Krzyż Wielki (Grand’Croix),
- Wielki Oficer (Grand-Officier),
- Komandor z koroną lub bez (Commandeur avec ou sans couronne),
- Oficer z koroną lub bez (Officier avec ou sans couronne),
- Kawaler z koroną lub bez (Chevalier avec ou sans couronne),

i kilka powiązanych z orderem odznaczeń:
- Krzyż Honorowy dla Kobiet (croix d’honneur pour dames),
- Medal za Sztukę i Naukę (médailles pour arts et sciences):
  - złoty (or),
  - srebrny (argent),
- Krzyż Zasługi (croix de mérite):
  - złoty (or),
  - srebrny (argent),
- Medal Zasługi za 25-letnią Wybitną Służbę (médailles de mérite pour 25 ans de bons services):
  - złoty (or),
  - srebrny (argent),
  - brązowy (bronze).

Nadawany jest (obecnie bardzo rzadko, zastąpił go najwyraźniej Order Zasługi Wielkiego Księstwa Luksemburga z 1961) za zasłużoną działalność dla Luksemburga lub domu panującego, także w dziedzinach nauki i sztuki. Otrzymać go mogą zarówno Luksemburczycy jak cudzoziemcy.
Po śmierci odznaczonego insygnia orderowe należy zwrócić nadającemu (podobnie jak wszystkie inne luksemburskie ordery).

## Insygnia
Insygnia orderu to oznaka, występująca w dwóch odmianach, cywilnej i wojskowej, gwiazdy I i II klasy oraz krzyże zasługi, medale i tzw. „Palma 1940-1945”. Oznaką orderu jest krzyż maltański z kulkami na zakończeniach ramion, emaliowany obustronnie na biało, ze złotym obramowaniem. Biały medalion środkowy awersu ukazuje ukoronowany monogram założyciela A, obramowany na niebiesko z ornamentem z liści dębowych i napisem: Virtute (Cnocie, Zasłudze) – dewizą orderu. Medalion rewersu ukazuje dwie daty: 1292 – roku wyboru Adolfa z Nassau na króla niemieckiego oraz 1858 – roku ustanowienia orderu.
Gwiazda I klasy jest srebrna, ośmiopromienna i nosi na sobie medalion awersu orderowego. Gwiazda II klasy to duży, cyzelowany na podobieństwo brylantów krzyż maltański ze srebrnymi promieniami między ramionami i z medalionem awersu oznaki w środku.
Przy kategorii wojskowej między ramionami krzyża oznaki oraz na gwiazdach występują skrzyżowane srebrne miecze ze złotymi rękojeściami.
Zawieszką oznaki jest korona królewska, która w klasach III-V (komandorskiej, oficerskiej i kawalerskiej) jest szczególnym wyróżnieniem, gdyż nadaje się także krzyże tych klas bez korony.
Krzyże Zasługi orderu, złoty i srebrny, mają ogólną formę oznaki, ale nie są emaliowane. I tu występują odmiany z mieczami lub bez, z koronami lub bez.
Medale orderu to:
- dwustopniowy (złoty i srebrny) Medal Zasług dla Nauki i Sztuki, z oznaką orderu na awersie i na rewersie z napisem Artibus et Scientis (Sztuce i Naukom) otoczonym wieńcem z liści dębowych;
- trójstopniowy Medal Zasługi (złoty, srebrny i brązowy), nadawany za ogólne zasługi, z portretem założyciela orderu na awersie, z dewizą orderową Virtute na rewersie.

Złota gałązka palmy za zasługi w czasie II wojny światowej przypinana jest do wstążki orderu, który jest noszony na ciemnoniebieskiej wstędze z dwiema obustronnymi pomarańczowymi bordiurami, przy I klasie z prawego ramienia na lewy bok.